# Universal Business Language
Universal Business Language (UBL) は、企業間電子商取引のために定義されたXML形式の電子伝票の仕様である。OASISで標準化が行われている。Commerce One社によるxCBL 3.0をベースに開発された。
通常、企業間電子商取引の伝票定義は業界ごとに行われているが、「注文」「請求」など似通ったものも少なくない。業界ごとに似たような伝票の定義を開発・維持するコストを抑えるため、UBLは業種に依存しない汎用の伝票を定義する。
UBLバージョン1.0 (2004年) では、以下の8種類の伝票を定義している。
- Order
- Order Response Simple
- Order Response (detailed)
- Order Change
- Order Cancellation
- Despatch Advice
- Receipt Advice
- Invoice

UBLバージョン2.0 (2006年) では、さらに23種類の伝票が追加された。追加された伝票には、カタログ交換、見積り、支払いなどの業務で使われるものが含まれている。
UBLの伝票の構文的な定義はXMLスキーマによって記述されている。
また、伝票のモデルはebXML CCTSに則って定義されている。CCTSベースのモデルからXMLスキーマ定義を作成するにあたっては、UBL用のXML設計規則 (UBL Naming and Design Rules) を定めている。これはUN/CEFACTによる同種のXML設計規則とは異なるものになっている。UBLのXMLスキーマ設計の特徴は、要素 (element) とその型 (complexType) とが共にグローバルに定義されていることで、このような形態はGarden of Edenと呼ばれている。
現在 (2017年7月) の最新版はUBL 2.1。UBL2.2を2017年12月、UBL2.3を2019年12月リリース目標で開発中。中小企業向けにUBL 1.0 Small Business Subsetというサブセットを開発して実装を容易にしようとする動きもある。また、伝票の項目定義は英語が原文だが、これを各国語に翻訳する活動があり、現在は日本語・中国語 (簡体字・繁体字)・韓国語・スペイン語の各言語に翻訳されている。
UBLと同種の仕様としてOAGISがあるが、両者は別個に活動している。